# 訃報 1990年3月
訃報 1990年3月（ふほう 1990ねん3がつ）では、1990年（平成2年）3月中に物故した、又は物故が報じられた人物についてまとめる。

## （1日 - 15日）

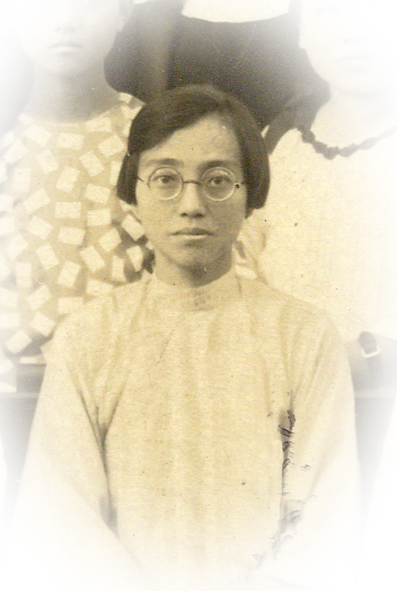
蔡阿信 / 3月5日没

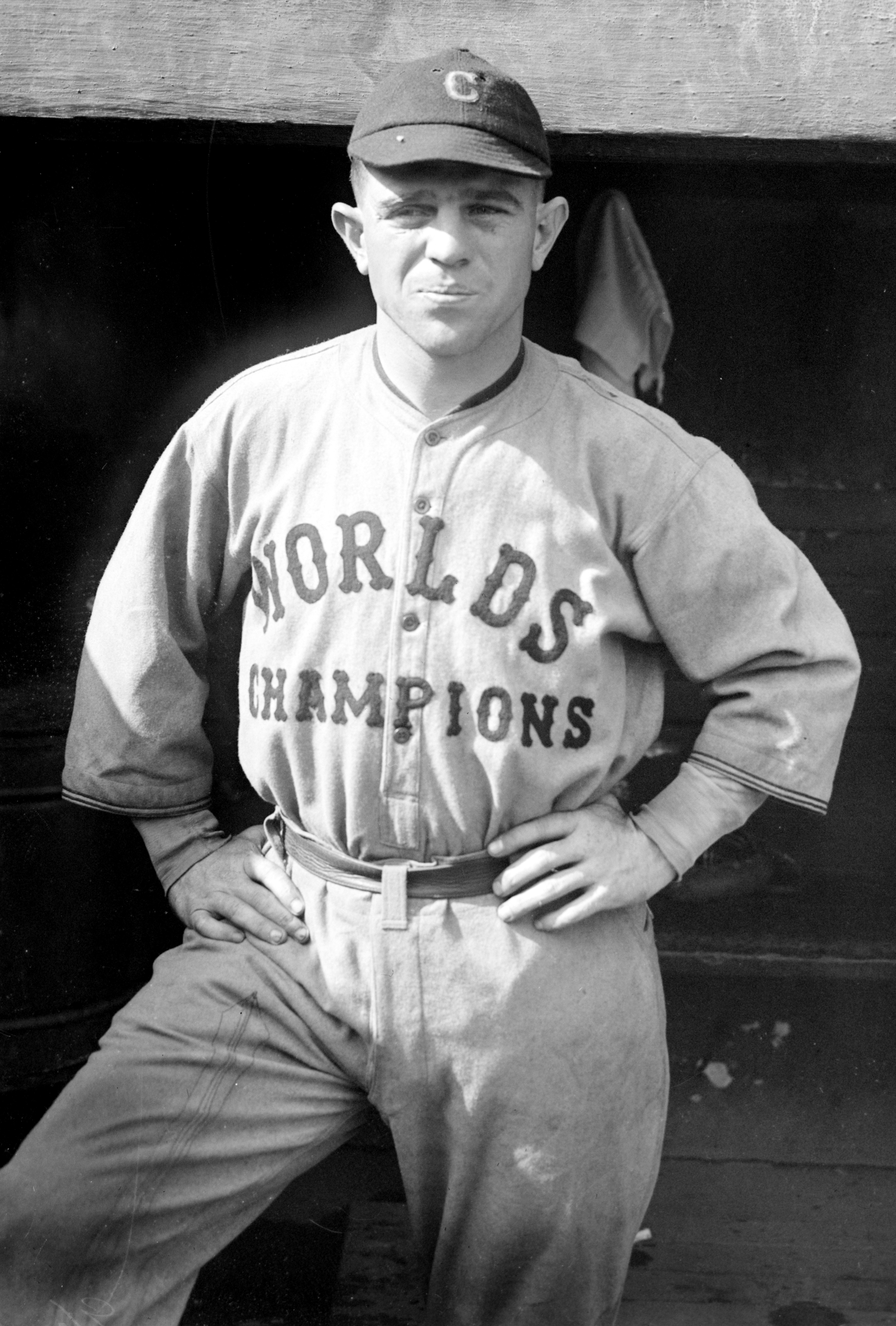
ジョー・シーウェル / 3月6日没

- 3月2日 - 相原巨典、俳優（* 1927年）
- 3月5日 - 蔡阿信、台湾人初の女医（* 1899年）
- 3月5日 - エトムント・コーネン、サッカー選手（* 1914年）
- 3月6日 - ジョー・シーウェル、メジャーリーガー（* 1898年）
- 3月6日 - 古在由重、哲学者、元名古屋大学教授（* 1901年）
- 3月8日 - エルッキ・アールトネン、フィンランドの作曲家、ヴィオラ奏者、指揮者（* 1910年）
- 3月13日 - ブルーノ・ベッテルハイム、心理学者（* 1903年）
- 3月14日 - 池田潔、イギリス文学者・評論家（* 1903年）

## （16日 - 31日）

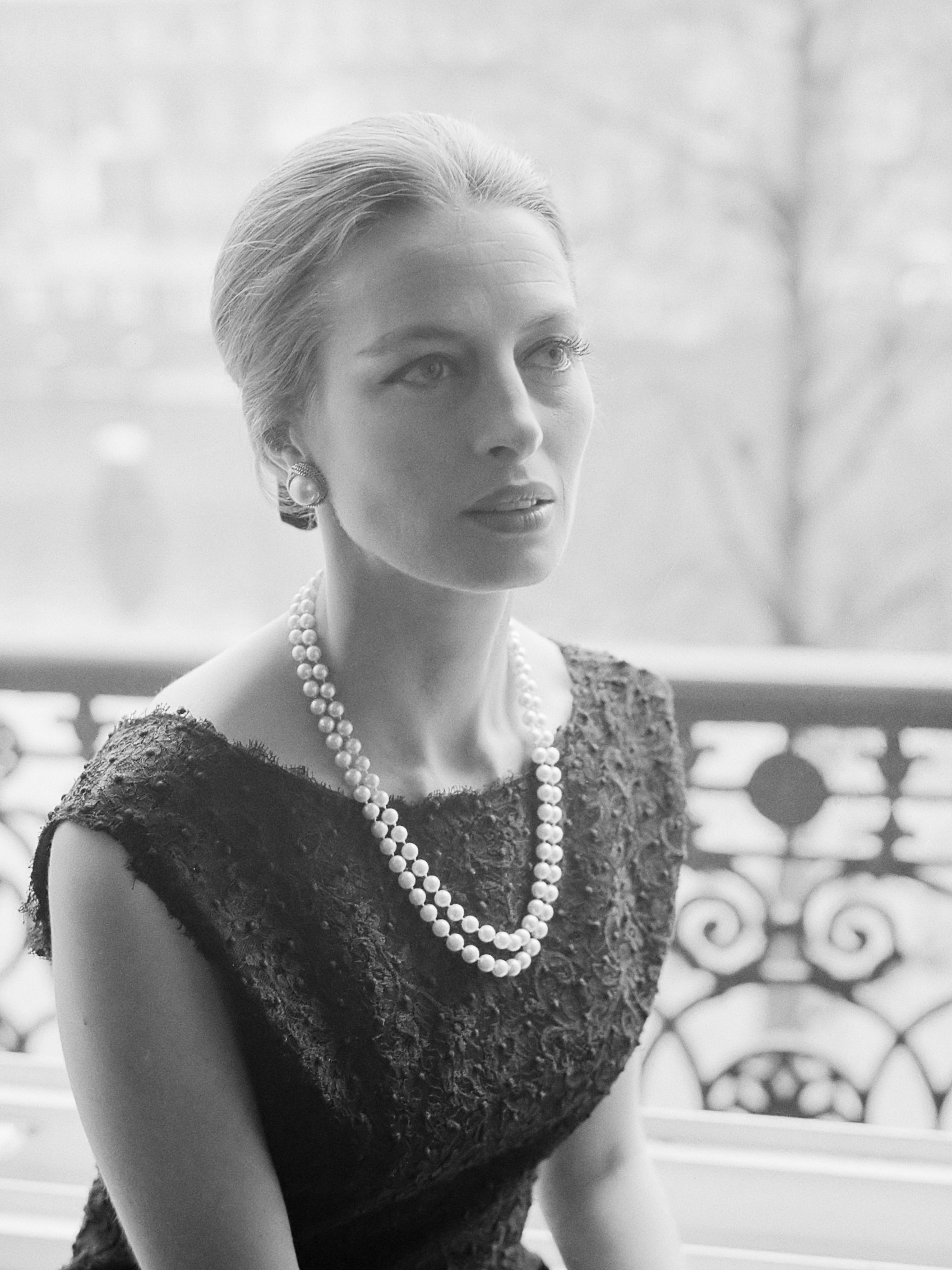
キャプシーヌ / 3月17日没

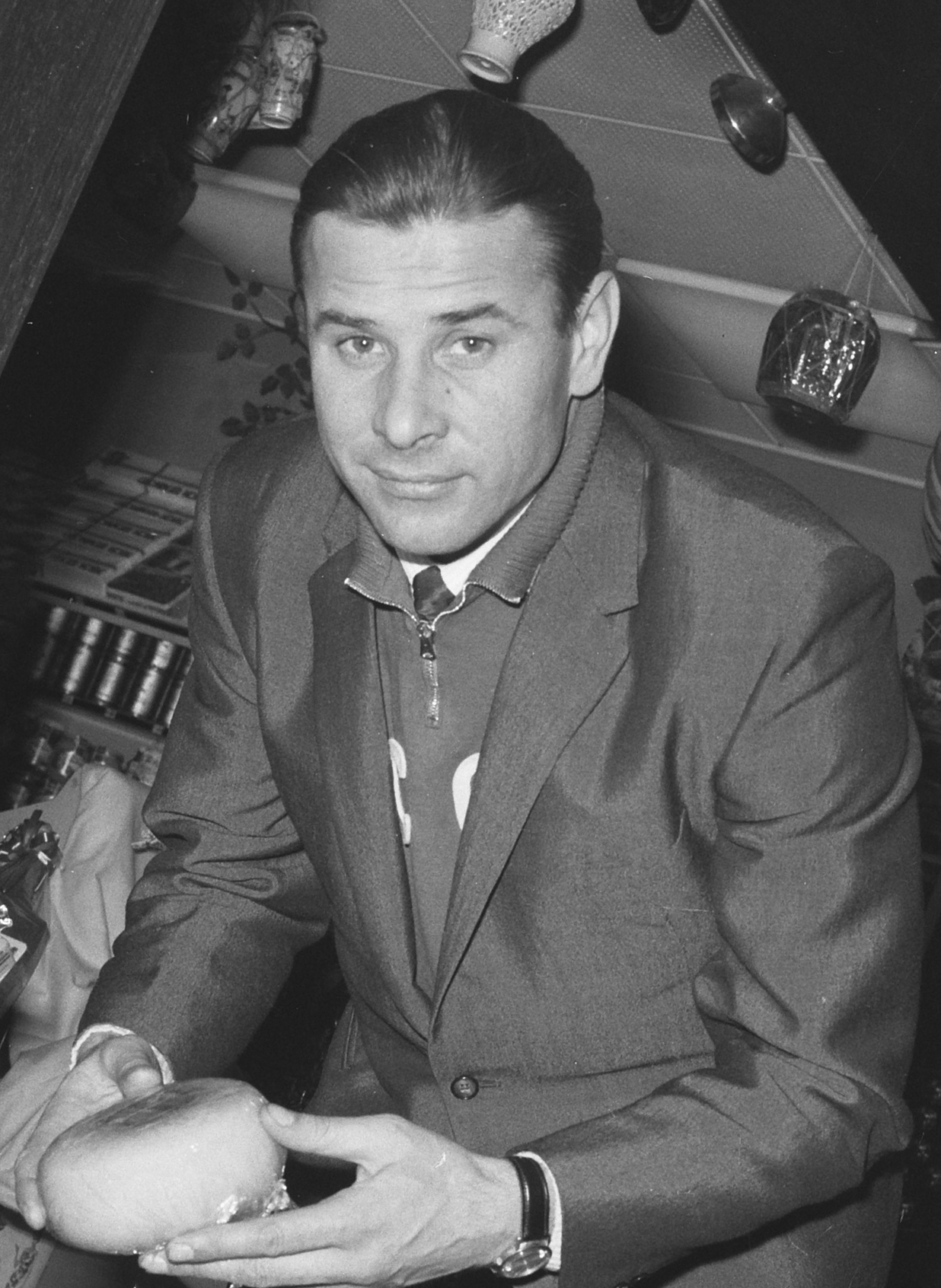
レフ・ヤシン / 3月20日没

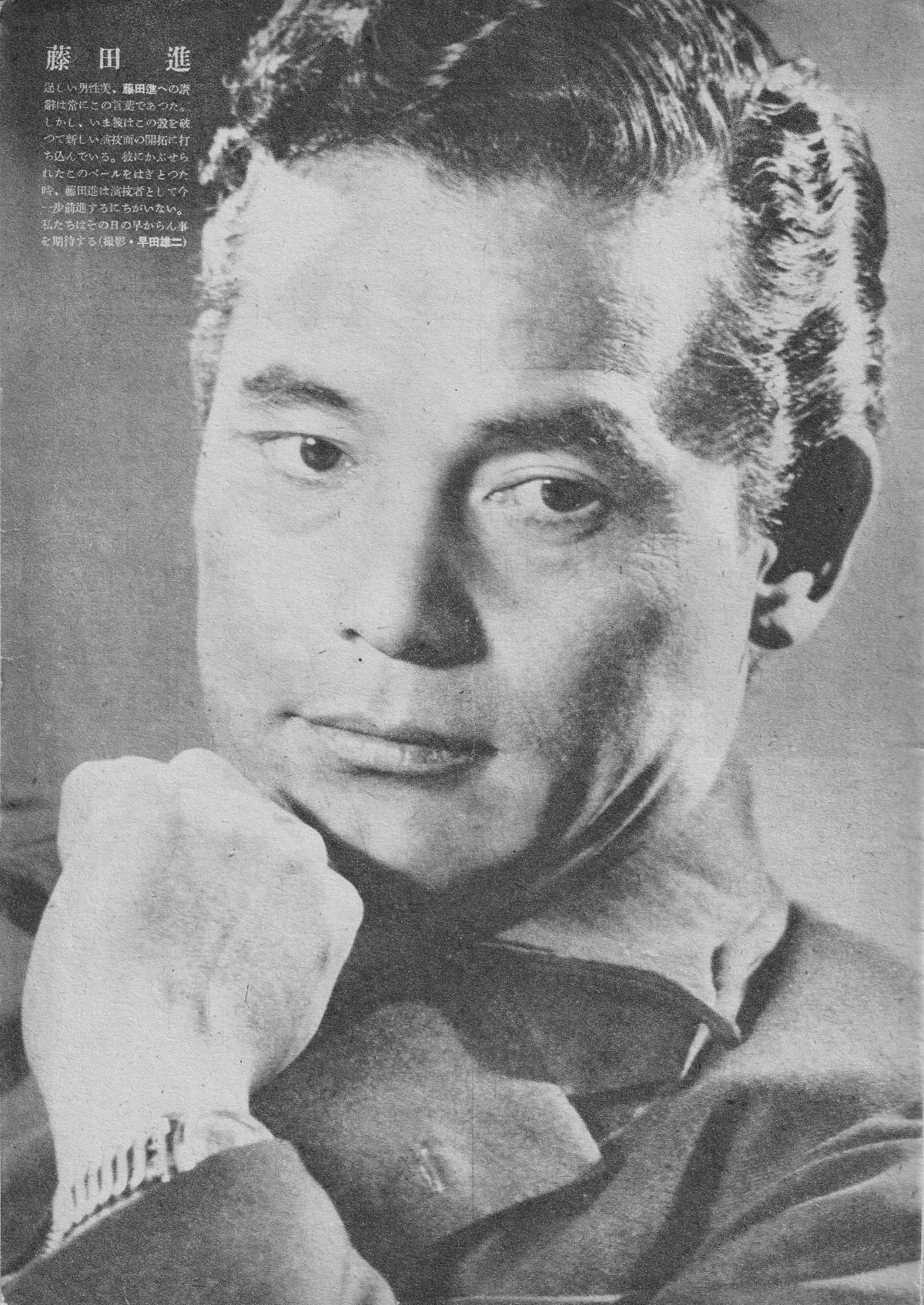
藤田進 / 3月23日没

- 3月16日 - 北野重雄、元群馬県知事（* 1903年）
- 3月17日 - 八十川胖、野球選手・監督（* 1909年）
- 3月17日 - キャプシーヌ、ファッションモデル（* 1928年）
- 3月17日 - 安藤美紀夫、児童文学作家（* 1930年）
- 3月19日 - 根本龍太郎、元建設大臣（* 1907年）
- 3月19日 - 平良良松、元那覇市長（* 1907年）
- 3月20日 - 第3代ロスチャイルド男爵ヴィクター・ロスチャイルド、イギリスの銀行家・貴族院議員（* 1910年）
- 3月20日 - レフ・ヤシン、元サッカー選手（* 1929年）
- 3月22日 - 金子操、東宝代表取締役副社長（* 1915年）
- 3月22日 - 平岡精二、ジャズミュージシャン（* 1931年）
- 3月23日 - 藤田進、俳優（* 1912年）
- 3月23日 - 村松栄紀、レーシングドライバー（* 1965年）
- 3月24日 - 河本嘉久蔵、アヤハグループ創業者・第13代国土庁長官・第47代北海道開発庁長官（* 1917年）
- 3月27日 - 小林兼年、山口市長（* 1927年）
- 3月30日 - 黒澤清、会計学者（* 1902年）